# Montbenoît
Montbenoît é uma comuna francesa na região administrativa de Borgonha-Franco-Condado, no departamento de Doubs. Estende-se por uma área de 5,03 km². Em 2010 a comuna tinha 410 habitantes (densidade: 81,5 hab./km²).

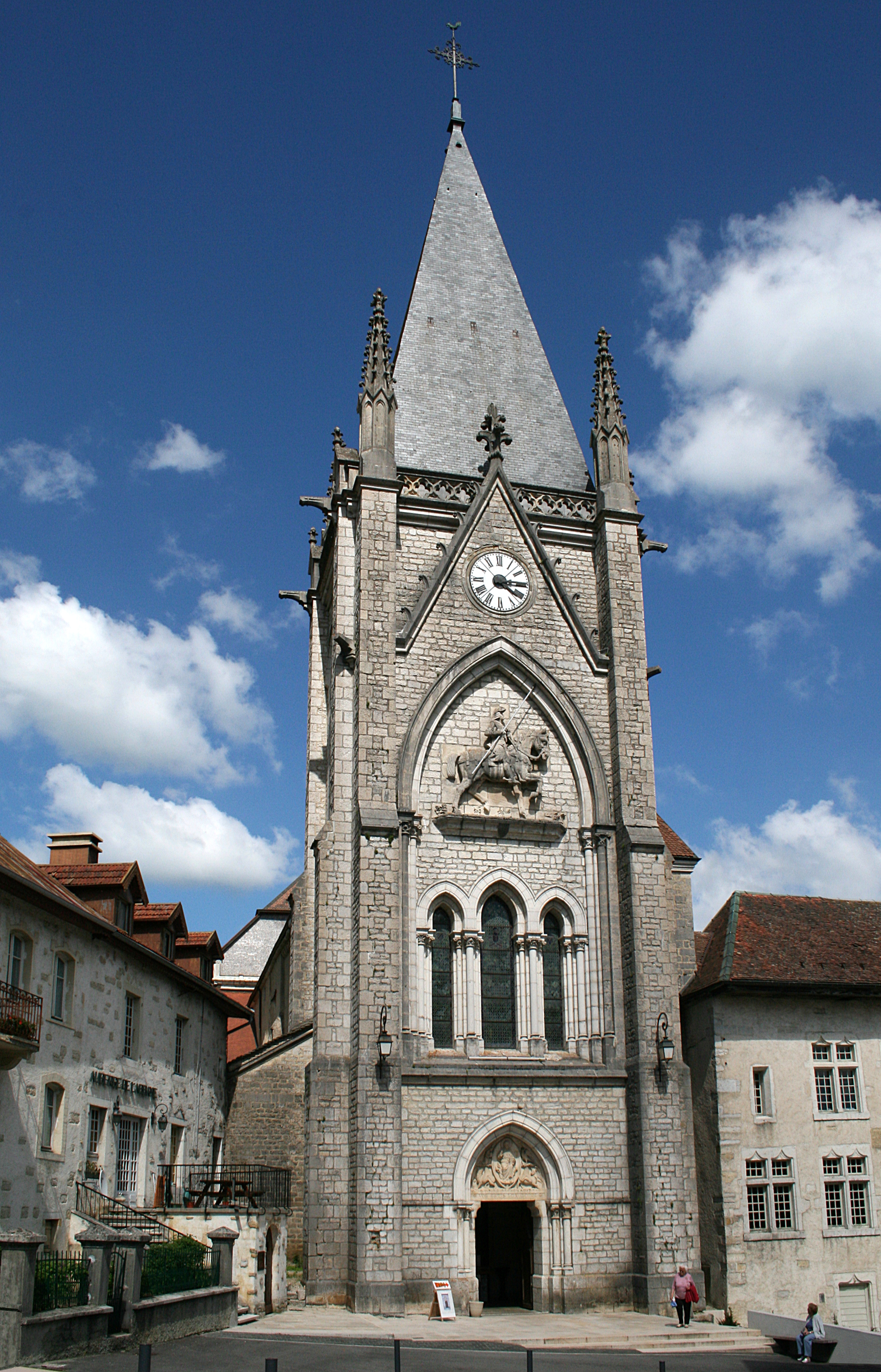
A igreja da abadia (11-20 séculos).